# Fontaine-le-Port
Fontaine-le-Port – miejscowość i gmina we Francji, w regionie Île-de-France, w departamencie Sekwana i Marna. Przez miejscowość przepływa Sekwana. 
Według danych na rok 1990 gminę zamieszkiwało 776 osób, a gęstość zaludnienia wynosiła 98 osób/km² (wśród 1287 gmin regionu Île-de-France Fontaine-le-Port plasuje się na 690. miejscu pod względem liczby ludności, natomiast pod względem powierzchni na miejscu 493.).